# St. Martin (Steinbach)

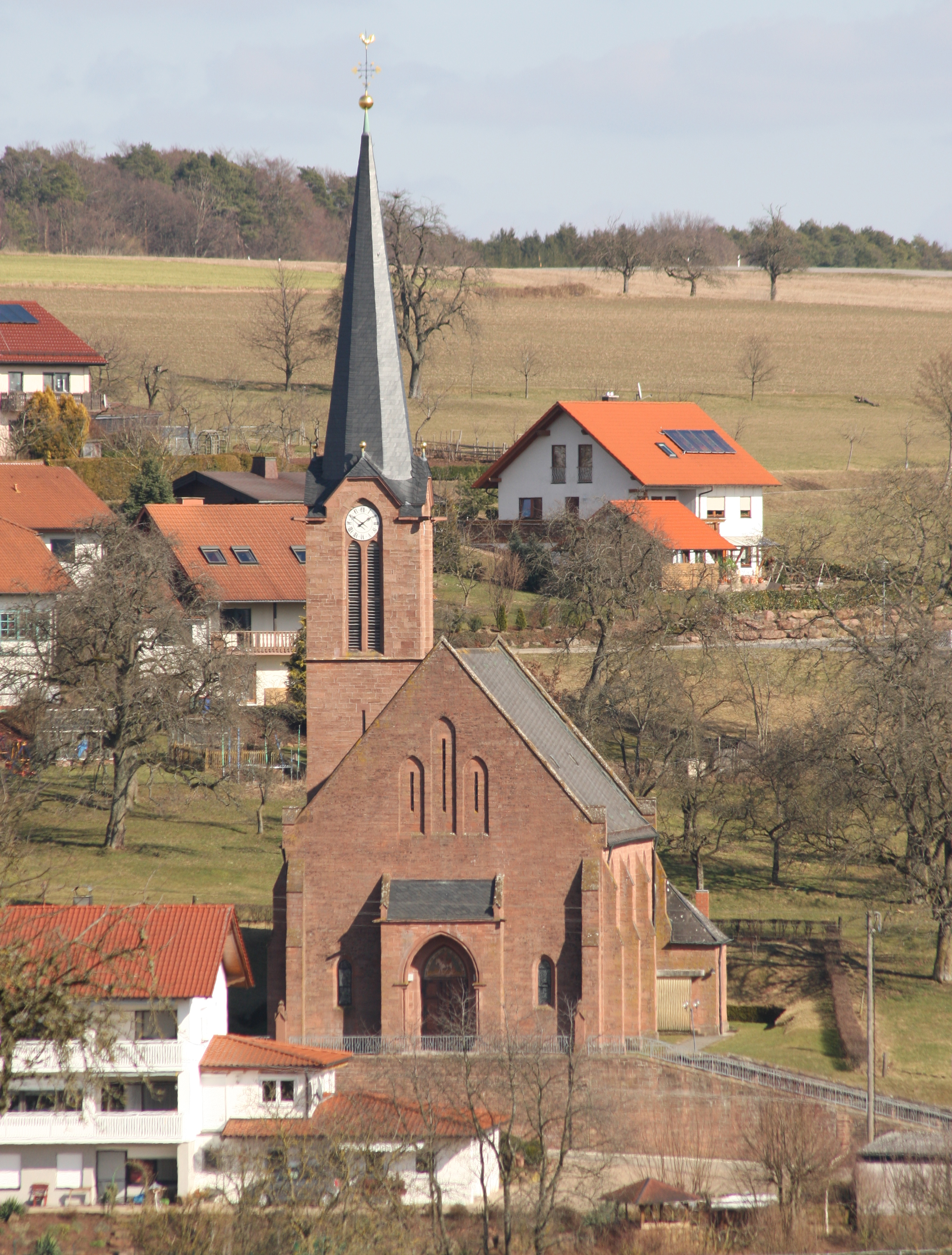
St. Martin in Steinbach

Die römisch-katholische Pfarrkirche St. Martin steht in Steinbach, einem Ortsteil von Mudau im Neckar-Odenwald-Kreis in Baden-Württemberg. Das Bauwerk ist beim Landesamt für Denkmalpflege Baden-Württemberg als Baudenkmal eingetragen. Die Kirchengemeinde gehört zum Dekanat Mosbach-Buchen im Erzbistum Freiburg.

## Beschreibung
Die 1891 aus Backsteinen errichtete neugotische Saalkirche besteht aus einem von Strebepfeilern gestützten Langhaus, einem eingezogenen, dreiseitig geschlossenen Chor im Osten und einem Chorflankenturm an dessen Nordwand, der mit einem achtseitigen, spitzen Helm bedeckt ist. In seinem Glockenstuhl hängen drei Kirchenglocken. Am oberen Ende der Klangarkaden befinden sich allseitig die Zifferblätter der Turmuhr. 
Der Innenraum des Langhauses ist mit einer trapezförmigen Decke überspannt, der des Chors mit einem Gewölbe. Zur Kirchenausstattung gehört eine 1564 gebaute steinerne Kanzel, die aus der alten Martinskapelle übertragen wurde.